# 南奧塞梯自治州
南奧塞梯自治州（俄语：Юго-Осетинская автономная область），是蘇聯的一個自治州，屬於喬治亞蘇維埃社會主義共和國，創建於1922年。南奥塞梯自治州在1990年被格鲁吉亚当局正式废除。当前这一地区大部分被格鲁吉亚当局划属内卡尔特利大区。現在其領土事實上由南奧塞梯共和國控制。